# 比利時鐵路25號線
比利時鐵路25號線（法語：Ligne 25）是比利時最老的鐵路線，連接比利時的兩個主要城市布魯塞爾和安特衛普。來往布魯塞爾和梅赫倫的路段在1835年5月5日啟用，成為比利時的首條鐵路。1836年5月3日，第二段來往梅赫倫和安特衛普的路段也通車。2007年北延至安特衛普以北的盧克特波爾以縮短由阿姆斯特丹至布魯塞爾的距離。全線長47.6公里。
整條路線大致與27號線平行，相當於四線鐵路。繁忙時間，25號線服務快車而27號線服務慢車。

## 外部連結
- （页面存档备份，存于） Local language network overview